# Sakumo Hatake
Sakumo Hatake (はたけサクモ, Hatake Sakumo), er en figur i manga- og anime-serien Naruto, også selvom han ikke optræder personligt i serien, betragtes han som en utroligt magtfuld og legendarisk ninja, der blev kendt under navnet Konoha's Hvide Hugtand (木ノ葉の白い牙, Konoha no Shiroi Kiba) mest sandsynligt grundet familiens karakteristiske hvide strittende hår eller familiens Hvide Lys Chakra Sværd (白光チャクラ刀, Hakkō Chakura To), som udsendte en hvid Chakra når den blev brugt af en Hatake. 
Sakumo er far til Kakashi Hatake og begik selvmord da Kakashi var lille, grundet at han faldt i unåde blandt befolkningen og fik dårlig samvittighed over en utroligt vigtig mission, som han fejlede, da han satte sine kampfæller højere end missionen, hvilket fik alvorlige konsekvenser for Konoha efterfølgende.